# Mònica Dòria Vilarrubla
Mònica Dòria Vilarrubla (La Seu d'Urgell, 4 dicembre 1999) è una canoista andorrana, specializzata nello slalom.

## Palmarès
- Campionati oceaniani di canoa slalom

Auckland 2020: oro nel C1.

### Coppa del Mondo
- 1 podio di cui:
  - 1 argento